# О’Брайен, Доннхад, 4-й граф Томонд
Доноу О’Брайен, 4-й граф Томонд (ок. 1565 — 5 сентября 1624) — ирландский протестантский аристократ и военный, 4-й граф Томонд (1581—1624). Он сражался за королеву Елизавету в Девятилетней войне и участвовал в осаде Кинсейла. Его долгосрочная цель, достигнутая спустя десятилетия, состояла в том, чтобы получить официальное признание того, что графство Клэр, где находились его владения, было частью провинции Манстер, чтобы освободить ее от юрисдикции властей провинции Коннахт, под контролем властей которой она находилась.

## Рождение и происхождение
Доноу О’Брайен родился в 1560-х годах. Старший сын Коннора О’Брайена и его второй жены Уны О’Брайен. Его отец был 3-м графом Томондом. Первая жена его отца, Эллен или Эвелин, дочь Дональда Маккормака Маккарти Мора и вдова Джеймса Фицджона Фицджеральда, 13-го графа Десмонда, умерла в 1560 году.
Его мать была дочерью Терлоу О’Брайена из Арраха, графство Типперери. Семья его отца, как и семья его матери, была ветвью клана О’Брайен, важной ирландской династии, которая вела свое происхождение от Брайана Бору, средневекового верховного короля Ирландии. Его родители поженились в 1560 году или после него, так как первая жена его отца умерла в том же году.

## Ранняя жизнь
Доноу О’Брайен был воспитан при дворе королевы Англии Елизаветы Тюдор и поэтому стал протестантом. Он был упомянут как барон Ибрикан в патенте, выданном его отцу 7 октября 1577 года. После смерти своего отца в 1581 году он стал четвертым графом Томонда. К 1582 году Доноу вернулся в Ирландию.
Второй брат Томонда, Тейг, был долгое время заключен в тюрьму в Лимерике из-за его восстания, но был освобожден, протестуя против его лояльности. После другого заключения он присоединился ко второму вторжению О’Доннелла в графство Клэр в 1599 году и был убит во время преследования мятежников графом Томондом.

## Восстание Тирона
Томонд усердно ухаживал за лордом-наместником в 1583 и 1584 годах. Альберт Поллард, который написал биографические записи о Томонде в Национальный биографический словарь, заявляет, что его главной целью было получить признание, что графство Клэр, где его владения располагались, был частью провинции Манстер и, таким образом, освободить его из-под юрисдикции властей провинции Коннахт.
В 1584 году граф Томонд был одним из уполномоченных, который установил соглашение о том, что танистри и закон о частичном наследовании должны быть отменены в Коннахте, а налог в размере десяти шиллингов в квартал должен быть уплачен на землю. В следующем году он посетил парламент, состоявшийся в Дублине в апреле. В 1589 году он принимал активное участие в подавлении мятежа ирландцев в горах; и когда восстание графа Хью Тирона вспыхнуло в 1595 году, он сыграл главную роль в его подавлении. Командуя большими силами, он перешел реку Эрн в июле и вторгся во владения Хью Роэ О’Доннелла, но отступил в августе, когда было подписано перемирие. В сентябре следующего 1596 года он был отправлен сэром Уильямом Расселом с пятью пехотными и 145 конными ротами для обороны города Ньюри. В 1597 году он служил в кампании Томаса Бурга, 5-го барона Боро, но в начале следующего года отправился в Англию, прибыв в Лондон 19 января 1598 года. В английской столице граф Тирон оставался большую часть года в качестве придворного.
Тем временем победа Тирона в битве при Желтом Броде (август 1598 года) привела к распространению недовольства в графстве Доноу Томонда. Тейг О’Брайен, следующий брат Томонда, вступил в контакт с сыном Тирона и присоединился к восставшим. В 1599 году Хью Роэ О’Доннелл вторгся в графство Клэр, опустошил район, захватил большую часть замков и взял в плен младшего брата Томонда, Даниэля О’Брайена, впоследствии 1-го виконта Клэр, который был оставлен защищать его. Граф Томонд вернулся из Англии и, проведя три месяца у своего родственника, графа Ормонда, и собрав войска, он вторгся в графство Клэр, чтобы отомстить за заточение младшего брата и вернуть его имущество. Он доставил из Лимерика артиллерию и осадил сопротивлявшиеся замки, захватив их после нескольких дней боев; в Данбеге, который сдался немедленно, он повесил местный гарнизон на деревьях. Захватчики были полностью изгнаны из графства Клэр и соседних районов, а лоялисты восстановили свои опорные пункты. В течение остальной части 1599 года граф Томонд сопровождал Роберта Деверё, 2-го графа Эссекса, на его пути через Манстер, но оставил его в Дангарване и вернулся в Лимерик, где 15 августа был назначен губернатором графства Клэр, а 22 сентября — членом Тайного совета Ирландии.
В течение 1600 года граф Томонд был постоянно занят на войне. В апреле он был с сэром Джорджем Кэрью и едва не попал в плен к графу Ормонду. Он спас жизнь Джорджу Кэрью и позволил им обоим прорубить себе путь сквозь ряды врагов, хотя сам Томонд был ранен. Он присутствовал при встрече с Флоренсом Маккарти-Рейгом и помогал ему в его представлении в мае. В июне он командовал в графстве Клэр и противостоял набегам О’Доннелла. Он развлекал лорда-заместителя в Бунратти и выступил против продвижения графа Тирона на юг, но битвы не было, и Тирон вернулся, даже не увидев врага. В следующем году граф Томонд снова отправился в Англию, вероятно, с целью получить пост губернатора Коннахта и обеспечить союз графства Клэр с Манстером. Он задержался там, затем выступил у Бристоля и, высадившись в Каслхейвене 11 ноября 1601 года, проследовал в Кинсейл, где принял видное участие в осаде. После сдачи Кинсейла он проследовал через Манстер и обосновался на острове Бере. Он командовал осадой Данбоя и повесил пятьдесят восемь выживших.
До июня 1602 года граф Томонд постоянно находился при войске. Затем он снова посетил Англию, и в качестве вознаграждения за свои услуги его просьба о переводе графства Клэр в состав провинции Манстер была удовлетворена, хотя лорд-депутат и тайный совет Ирландии были против этой меры. Он вернулся в октябре. 30 июля 1604 года он был назначен констеблем Карлоу, а 6 мая 1615 года стал лордом-президентом Манстера. В 1613 году он решительно поддержал протестантскую партию в оппозиции к самоотводам в спорах о спикере Ирландской Палаты общин; и 17 мая 1619 года он был вновь назначен губернатором графства Клэр. Он стал одним из поручителей Флоренса Маккарти Рейга, который был заключен в тюрьму после своей капитуляции в 1600 году и посвятил графу Томонду свою работу по древности и истории Ирландии.

## Смерть и хронология
Доноу О’Брайен умер 5 сентября 1624 года в Клонмеле и был похоронен в Лимерикском соборе, где в его память был воздвигнут памятник с надписью.
Альберт Поллард приходит к выводу, что граф Томонд был одним из самых влиятельных и энергичных ирландских лоялистов; и хотя его преданность и мотивы иногда вызывали подозрения, Джордж Кэрью писал, что «его заслуги исходили из истинного благородства ума и не вызвали большого поощрения» со стороны двора.

## Браки и дети
О’Брайен был женат дважды.
Сначала Доннхад О’Брайен женился на Эллен или Хелен, дочери Мориса Роша, 6-го виконта Фермоя, и Элеоноры Фицджеральд, которая умерла в 1597 году. У Доноу и Эллен была одна дочь:
- Маргарет О’Брайен (? — 1599), замужем за Чарльзом Маккарти, 1-м виконтом Маскерри (1564—1641).

Его второй женой, умершей 12 января 1617 года, была Элизабет, четвертая дочь Джеральда Фицджеральда, 11-го графа Килдэра, и Мейбл Браун. У Доноу и Элизабет было двое сыновей:
- Генри О’Брайен, 5-й граф Томонд (1588 — 26 июля 1639), сменил своего отца на посту 5-го графа Томонда. Был женат на Мэри Бреретон в 1608 году, но умер, не оставив потомства мужского пола в 1639 году[12].
- Барнабас О’Брайен, 6-й граф Томонд (? — ноябрь 1657), сменил своего брата на посту 6-го графа Томонда.